# Bootstrap Protocol
Bootstrap Protocol (BOOTP) – protokół komunikacyjny typu User Datagram Protocol (UDP) umożliwiający komputerom w sieci uzyskanie od serwera danych konfiguracyjnych, na przykład adresu IP. Rozwinięciem i następcą protokołu BOOTP jest Dynamic Host Configuration Protocol (DHCP).
BOOTP jest zdefiniowany w RFC 951.

## Zasada działania (w uproszczeniu)
1. Klient formułuje i wysyła zapytanie BOOTP na adres broadcast (port docelowy 67, port źródłowy 68). Operacje wykonywane przed wysłaniem:
  - Klient ustawia „liczbę skoków” na 0. Każdy pośredni router będzie zwiększał tę liczbę o 1. Jeśli wartość ta przekroczy skonfigurowane na serwerze maksimum, pakiet zostanie odrzucony.
  - Klient ustawia „liczbę sekund” na 0. Jeśli nie otrzyma odpowiedzi, klient ponawia zapytanie, ustawiając pole, ponownie wpisując liczbę sekund, jaka upłynęła od czasu wysłania pierwszego pakietu BOOTREQUEST.
  - Klient ustawia „adres IP bramki” na 0. Serwer BOOTP po odczytaniu tak wypełnionego pola wpisuje w nie swój adres.
  - Jeśli klient zna swój adres IP, wypełnia pole „adres IP klienta”.
2. Serwer, po odebraniu pakietu, sprawdza, czy posiada konfigurację dla klienta. Jeśli tak jest, wysyła odpowiedni pakiet BOOTREPLY do klienta zawierający wymagane informacje konfiguracyjne lub nazwę pliku, który klient pobiera z serwera, wykorzystując TFTP.
3. Jeśli serwer nie posiada konfiguracji dla klienta, sprawdza, czy posiada dla niego informację o przekazaniu zapytania do innego serwera BOOTP. Jeśli tak nie jest, pakiet jest odrzucany. W przeciwnym wypadku serwer sprawdza, czy:
  - „liczba skoków” przekroczyła skonfigurowane maksimum
  - „liczba sekund” przekroczyła dopuszczalną wartość

Jeśli którykolwiek z warunków jest spełniony, pakiet zostaje odrzucony. Jeśli żaden nie jest spełniony, serwer przekazuje zapytanie do innego serwera BOOTP zgodnie z konfiguracją.
4. Kroki 2, 3 są powtarzane dopóty, dopóki nie znajdzie się serwer gotowy udzielić odpowiedzi klientowi lub nie zostanie spełniony jeden z warunków odrzucenia pakietu.

UWAGA: Z użyciem protokołu BOOTP maszyna może wystartować poprzez bramkę, istotne jednak jest, aby serwer BOOTP zawierający informację o przekazaniu zapytania BOOTREQUEST znajdował się po tej samej stronie bramki co klient.

## Nagłówek BOOTP
| 00-07                                | 00-07         | 00-07         | 00-07         | 00-07         | 00-07         | 00-07         | 00-07         | 08-15         | 08-15         | 08-15         | 08-15         | 08-15         | 08-15         | 08-15         | 08-15         | 16-23                      | 16-23                      | 16-23                      | 16-23                      | 16-23                      | 16-23                      | 16-23                      | 16-23                      | 24-31         | 24-31         | 24-31         | 24-31         | 24-31         | 24-31         | 24-31         | 24-31         |
| operacja                             | operacja      | operacja      | operacja      | operacja      | operacja      | operacja      | operacja      | typ sprzętu   | typ sprzętu   | typ sprzętu   | typ sprzętu   | typ sprzętu   | typ sprzętu   | typ sprzętu   | typ sprzętu   | długość adresu sprzętowego | długość adresu sprzętowego | długość adresu sprzętowego | długość adresu sprzętowego | długość adresu sprzętowego | długość adresu sprzętowego | długość adresu sprzętowego | długość adresu sprzętowego | liczba skoków | liczba skoków | liczba skoków | liczba skoków | liczba skoków | liczba skoków | liczba skoków | liczba skoków |
| xid (identyfikator transakcji)       |               |               |               |               |               |               |               |               |               |               |               |               |               |               |               |                            |                            |                            |                            |                            |                            |                            |                            |               |               |               |               |               |               |               |               |
| liczba sekund                        | liczba sekund | liczba sekund | liczba sekund | liczba sekund | liczba sekund | liczba sekund | liczba sekund | liczba sekund | liczba sekund | liczba sekund | liczba sekund | liczba sekund | liczba sekund | liczba sekund | liczba sekund | nie używane                | nie używane                | nie używane                | nie używane                | nie używane                | nie używane                | nie używane                | nie używane                | nie używane   | nie używane   | nie używane   | nie używane   | nie używane   | nie używane   | nie używane   | nie używane   |
| adres IP klienta                     |               |               |               |               |               |               |               |               |               |               |               |               |               |               |               |                            |                            |                            |                            |                            |                            |                            |                            |               |               |               |               |               |               |               |               |
| przydzielony adres IP klienta        |               |               |               |               |               |               |               |               |               |               |               |               |               |               |               |                            |                            |                            |                            |                            |                            |                            |                            |               |               |               |               |               |               |               |               |
| adres IP serwera                     |               |               |               |               |               |               |               |               |               |               |               |               |               |               |               |                            |                            |                            |                            |                            |                            |                            |                            |               |               |               |               |               |               |               |               |
| adres IP bramki                      |               |               |               |               |               |               |               |               |               |               |               |               |               |               |               |                            |                            |                            |                            |                            |                            |                            |                            |               |               |               |               |               |               |               |               |
| adres sprzętowy klienta (16 oktetów) |               |               |               |               |               |               |               |               |               |               |               |               |               |               |               |                            |                            |                            |                            |                            |                            |                            |                            |               |               |               |               |               |               |               |               |
| nazwa serwera (64 oktety)            |               |               |               |               |               |               |               |               |               |               |               |               |               |               |               |                            |                            |                            |                            |                            |                            |                            |                            |               |               |               |               |               |               |               |               |
| plik startowy (128 oktetów)          |               |               |               |               |               |               |               |               |               |               |               |               |               |               |               |                            |                            |                            |                            |                            |                            |                            |                            |               |               |               |               |               |               |               |               |
| opcje producenta (64 oktety)         |               |               |               |               |               |               |               |               |               |               |               |               |               |               |               |                            |                            |                            |                            |                            |                            |                            |                            |               |               |               |               |               |               |               |               |

operacjakod operacji, możliwe wartości to: BOOTREQUEST [1], BOOTREPLY [2]
typ sprzętuliczba z zakresu 1-28 oznaczająca typ sprzętu (karty sieciowej). Dla sieci ethernetowej przyjmuje wartość 1.
długość HAdługość adresu sprzętowego używanego do identyfikacji urządzeń sieciowych
liczba skokówzliczanie pośrednich ruterów biorących udział w transmisji pakietu
xidwybierany losowo przez klienta identyfikator (w sytuacji, gdy serwer nie będzie w stanie 'zrozumieć' adresu sprzętowego klienta (wyśle odpowiedź na broadcast), xid będzie jedynym sposobem rozpoznania odpowiedzi kierowanej do klienta)
liczba sekundmierzony w sekundach czas, jaki upłynął od momentu pierwszego wysłania przez klienta wiadomości typu BOOTREQUEST
flagizdefiniowane w RFC 1542
adres IP klientaustawia klient, jeśli zna
przydzielony adres IPustawia serwer
adres IP serweraustawia serwer
adres IP bramkiustawia serwer
adres sprzętowy klientaustawia klient
nazwa serweraustawia serwer
plik startowyustawia serwer